# (500539) 2012 UX22
(500539) 2012 UX22 es un asteroide perteneciente al cinturón de asteroides, descubierto el 17 de octubre de 2012 por el equipo del Mount Lemmon Survey desde el Observatorio del Monte Lemmon, Arizona, Estados Unidos.

## Designación y nombre
Designado provisionalmente como 2012 UX22.

## Características orbitales
2012 UX22 está situado a una distancia media del Sol de 3,116 ua, pudiendo alejarse hasta 3,174 ua y acercarse hasta 3,058 ua. Su excentricidad es 0,018 y la inclinación orbital 10,20 grados. Emplea 2009,58 días en completar una órbita alrededor del Sol.

## Características físicas
La magnitud absoluta de 2012 UX22 es 16,4. 